# Contea di Antu
La contea di Antu (cinese standard: 安图县; pinyin: Āntú Xiàn) è una suddivisione amministrativa della provincia del Jilin in Cina. Si trova sotto la giurisdizione della Prefettura autonoma coreana di Yanbian.